# Final do Campeonato Europeu de Futebol de 1984
A Final do Campeonato Europeu de Futebol de 1984 foi uma partida de futebol disputada em 27 de Junho de 1984 no Parc des Princes, em Paris, França, para determinar o vencedor do Campeonato Europeu de Futebol de 1984. A partida contou com os anfitriões do torneio, a França, que entrou na partida como favorita e, como a melhor equipa da Europa, e a Espanha, que se qualificou para o torneio final com uma vitória altamente improvável por 12-1 sobre Malta.
O capitão da França, Michel Platini, abriu o placar aos 57 minutos do segundo tempo, com o seu nono golo na competição, um livre direto que passou pelas mãos do goleiro espanhol Luis Arconada. Bruno Bellone dobrou a vantagem da França no minuto final, com um remate de pé esquerdo, dando a eles a vitória por 2-0. O golo de Bellone foi o único dos catorze gols da França a ser marcado por um atacante.

## Caminho para a final
| Grupo A    | J | V | E | D | GP | GC | SG | Pts |
| ---------- | - | - | - | - | -- | -- | -- | --- |
| França     | 3 | 3 | 0 | 0 | 9  | 2  | +7 | 6   |
| Dinamarca  | 3 | 2 | 0 | 1 | 8  | 3  | +5 | 4   |
| Bélgica    | 3 | 1 | 0 | 2 | 4  | 8  | -4 | 2   |
| Iugoslávia | 3 | 0 | 0 | 3 | 2  | 10 | −8 | 0   |

| Grupo B            | J | V | E | D | GP | GC | SG | Pts |
| ------------------ | - | - | - | - | -- | -- | -- | --- |
| Espanha            | 3 | 1 | 2 | 0 | 3  | 2  | +1 | 4   |
| Portugal           | 3 | 1 | 2 | 0 | 2  | 1  | +1 | 4   |
| Alemanha Ocidental | 3 | 1 | 1 | 1 | 2  | 2  | 0  | 3   |
| Romênia            | 3 | 0 | 1 | 2 | 2  | 4  | −2 | 1   |

## O jogo

### Detalhes
| 27 de junho de 1984 | França                    | 2 – 0     | Espanha | Parc des Princes, Paris                   |
| 20:00               | Platini 57' · Bellone 90' | Relatório |         | Público: 47,368 Árbitro: Vojtěch Christov |

| França | Espanha |

| FRANÇA:        |    |                        |  |     |
|                |    |                        |  |     |
| GR             | 1  | Joël Bats              |  |     |
| DF             | 5  | Patrick Battiston      |  | 73' |
| DF             | 4  | Maxime Bossis          |  |     |
| DF             | 15 | Yvon Le Roux           |  |     |
| DF             | 3  | Jean-François Domergue |  |     |
| MC             | 14 | Jean Tigana            |  |     |
| MC             | 6  | Luis Fernández         |  |     |
| MC             | 10 | Michel Platini         |  |     |
| MC             | 12 | Alain Giresse          |  |     |
| AV             | 17 | Bernard Lacombe        |  | 80' |
| AV             | 11 | Bruno Bellone          |  |     |
| Substitutions: |    |                        |  |     |
| DF             | 2  | Manuel Amoros          |  | 73' |
| AV             | 9  | Bernard Genghini       |  | 80' |
| Seleccionador: |    |                        |  |     |
| Michel Hidalgo |    |                        |  |     |

| ESPANHA:       |    |                         |  |     |
|                |    |                         |  |     |
| GR             | 1  | Luis Arconada           |  |     |
| DF             | 2  | Santiago Urquiaga       |  |     |
| DF             | 12 | Salva                   |  | 85' |
| DF             | 10 | Ricardo Gallego         |  |     |
| DF             | 3  | José Antonio Camacho    |  |     |
| MC             | 14 | Julio Alberto Moreno    |  | 75' |
| MC             | 7  | Juan Antonio Señor      |  |     |
| MC             | 8  | Víctor Muñoz            |  |     |
| MC             | 16 | Francisco               |  |     |
| AV             | 9  | Santillana              |  |     |
| AV             | 11 | Francisco José Carrasco |  |     |
| Substituições: |    |                         |  |     |
| AV             | 19 | Manuel Sarabia          |  | 75' |
| MC             | 15 | Roberto                 |  | 85' |
| Seleccionador: |    |                         |  |     |
| Miguel Muñoz   |    |                         |  |     |

| Árbitros assistentes: Gérard Biguet Rémi Harrel 4º Árbitro: |

Regras do Jogo
- 90 minutos.
- 30 minutos de prolongamento.
- Penáltis se continuar empatado.
- Máximo de 2 substituições.